# Прокопьев, Илья Павлович
Илья́ Па́влович Проко́пьев (29 июля 1926, д. Мачамуши, Ядринский уезд, Чувашская АССР, РСФСР, СССР — 20 февраля 2017, Чебоксары, Республика Чувашия, Россия) — советский государственный, партийный и общественный деятель. 
Член ЦК КПСС (1976—1989), первый секретарь Чувашского обкома КПСС (1974—1988). Депутат Совета Союза Верховного Совета СССР 9-11 созывов (1974—1989) от Чувашской АССР. Депутат Верховного Совета Чувашской АССР. Кандидат экономических наук (1963).

## Биография
Родился 29 июля 1926 в деревне Мачамуши Ядринского уезда Чувашской АССР РСФСР (ныне деревня в составе Вурнарского района Республики Чувашия), в крестьянской семье. По национальности чуваш.
В 1943—1950 годах — в Красной Армии, участник Советско-японской войны (1945). Член КПСС с 1946 года.
Окончил Хабаровский государственный педагогический институт (1950), Высшую партийную школу при ЦК КПСС (1958) и Академию общественных наук при ЦК КПСС (1963). В 1963 защитил диссертацию на соискание учёной степени кандидата экономических наук.
С января 1963 года по январь 1974 года работал секретарём Чувашского обкома КПСС по идеологии, с января 1974 года по октябрь 1988 года — первым секретарём Чувашского обкома партии. За период его работы непосредственно с его участием, в Чувашии был построен Чебоксарский тракторный завод, позволивший начать серийное производство тракторов Т-330, Чебоксарской ГЭС.
По инициативе Чувашского обкома партии был поставлен вопрос перед правительством СССР о дальнейшем развитии городского хозяйства города Чебоксары. В результате было принято Постановление Совета Министров СССР от 30 октября 1980 года по определению объектов строительства, расширению и ввод их в эксплуатацию в столице Чувашии. Реализация указанного постановления правительства в корне преобразило облик столицы республики. Возникли новые жилые микрорайоны: Северо-Западный, Новоюжный, Юго-Западный со всей инфраструктурой. 
С 1987 года принимал активное участие в работе республиканской ветеранской организации и до конца жизни являлся членом Президиума этой организации. С 1988 года — на пенсии. В постсоветские годы — заместитель директора Регионального центра менеджмента и маркетинга «Прогресс» и доцент Чебоксарского филиала Санкт-Петербургского государственного технического университета.
Умер 20 февраля 2017 года в Чебоксарах.

## Семья и личная жизнь

### Семья
Жена - Прокопьева Галина Павловна, встретил в пору солдатской службы на Дальнем Востоке. 
Дети: 
- Ирина Ильинична Хохлова — генеральный директор ООО НПП «Динамика» и
- Владимир Ильич Прокопьев — директор компании «Стрим-МВ».

### Убеждения
Цитата: «Не могу не отметить главную ошибку, допущенную партией в целом, - засорение её рядов, начиная с XX съезда КПСС, осудившего по докладу Н. Хрущева культ И. Сталина. На призыв ЦК КПСС откликнулись наряду с большинством честных тружеников люди с карьеристскими и враждебными помыслами. В условиях массового приема в партию трудно было их познать. За годы руководства партией и страной Н. Хрущевым численность коммунистов почти удвоилась. К сожалению, эта тенденция имела продолжение и в последующие годы. Это создало почву для того, чтобы не только на должности чиновников, но со временем и в руководящие партийные и государственные органы всех уровней вплоть до Политбюро ЦК КПСС пробрались те, которые таили ненависть к Коммунистической партии и советскому строю».

## Награды и звания
- два ордена Ленина (28.07.1976; 28.07.1986)
- орден Отечественной войны I степени (11.03.1985)
- три ордена Трудового Красного Знамени (1971, 1973, 31.03.1981)
- орден «Знак Почёта» (1966)
- медаль «За отвагу» (1945)
- медаль «За победу над Японией» (1946)
- Орден «За заслуги перед Чувашской Республикой» (29 июля 2016) — за многолетнюю плодотворную работу во благо Чувашской Республики и активную общественную деятельность[4]
- Почётная грамота Госсовета Чувашской Республики (1999)
- Почётная грамота Чувашской Республики (2006)[5]
- Почётный гражданин Чебоксар (удостоен решением Чебоксарского городского Собрания депутатов от 30 июня 2011 года № 262 за трудовые и общественно-политические достижения, большой вклад в развитие города Чебоксары)

## Память
Похоронен на мемориальном кладбище города Чебоксары.
В 2018 году в Чебоксарах (микрорайон «Новый город») в честь Прокопьева названа одна из новых улиц.